# R.A.B.
R.A.B. su inicijali dosad nepoznatog lika sa samog kraja šeste knjige iz serije knjiga o mladom čarobnjaku Harryju Poteru, Princ Miješane krvi.
Osoba potpisana na papiriću u medaljonu koji je navodno bio vlasništvo Salazara Slytherina, za kojeg su sam Harry Potter i ravnatelj Hogwartsa, Albus Dumbledore, mislili da je horkruks (dio Voldemortove duše, bio je upravo R.A.B. Ta osoba je navodno u posjedu pravog medaljona.
Na kraju šestog dijela Harry, razočaran time što je sam Dumbledore veoma oslabio pokušavajući se domoći medaljona, što je rezultiralo njegovom smrću, odlazi iz Hogwartsa s namjeroma da otkrije tko je ta osoba.
Evo što je pisalo u medaljonu:
Ne mora biti živa, jer kako je Hermiona Granger zaključila, ne zna se kad je medaljon nestao. Kako je medaljon nađen u spilji u kojoj je Voldemort bio kao dječak na izletu s djecom iz sirotišta, koja se nalazi na nedostupnom mjestu i koja je zaštićena veoma moćnim čarolijama, R.A.B. ili netko tko je uzeo medaljon za njega, morao je posjedovati zavidne magične moći. 
Nagađa se da je tajanstveni R.A.B. zapravo mrtvi brat Siriusa Blacka, Regulus Black. On je bio smrtonoša, kao i većina njegove obitelji (osim Siriusa). Navodno je on znao za Voldermortovu tajnu, pa ga je zato ovaj i ubio. U petom dijelu Molly Weasley za njega kaže kako nije preživio ni tri dana otkad je napustio smrtonoše (vjerojatno zato što ga je Voldemort proganjao).
U  Harryju Potteru i Darovima smrti otkriveno je da je R.A.B Regulus Archturus Black.